# Мокрый Индол
Мо́крый Индо́л (Индо́л; укр. Мокрий Індол, Індол, крымскотат. Suvlu İndol, Сувлу Индол) — река в восточном Крыму, правый приток Восточного Булганака. Длина реки — 49 км, площадь водосборного бассейна — 324 км². Река в целом маловодна, так как в её верховьях практически отсутствуют крупные карстовые источники ввиду сильной дробности рельефа. Среднемноголетний сток, измеренный на гидропосте Тополевка — 0,224 м³/с, в устье — 0,26 м³/с. Однако она многоводнее большинства окружающих рек и имеет постоянный сток.
Мокрый Индол и Восточный Булганак практически не зарегулированы.

## Гидрография
Берёт начало при слиянии рек Су-Индол и Салы. Русло реки в среднем течении узко и довольно извилистое, здесь отмечается множество каменистых порогов. В районе сёл Тополевка и Курское русло Мокрого Индола входит в понижение (10×5 км) между Внешней и Внутренней грядами, получившее название Кишлавская котловина (она же Индоло-Сальская). Кишлавская котловина издавна известна своим плодородием. Пересекает Внутреннюю гряду у села Тополевка (Топлу) Белогорского района. Далее у с. Золотое Поле (бывш. Цюрихталь) русло выходит на Присивашскую низменную равнину. Здесь можно отметить лишь несколько мелких ложбин.
Пересекает Северо-Крымский канал возле села Шахтино.

Существуют версии, что Мокрый Индол соединён с Восточным Булганаком искусственно: Николай Рухлов в работе «Обзор речных долин горной части Крыма» 1915 года писал: 
…река Индол должна была бы впадать в Сиваш, но… …около урочища Шейх-Эли русло реки преграждено поперечною дамбою и течение направляется на запад по особой водоотводной канаве длиной 750 саж., впадающей в канавообразное русло соседней реки Восточного Булганака
В книге «Устойчивый Крым. Водные ресурсы» утверждается, что русло Мокрого Индола было перенаправлено и река впадает в Восточный Булганак в 2 км от залива Сиваш после строительства в 60-е годы XX века Северо-Крымского канала, а ранее река впадала в Сиваш самостоятельно. При этом ещё на карте генерал-майора Мухина 1817 года Индол сливается с Булганаком, как и на карте 1842 года.
Как и у большинства рек Крыма гидрологический режим Мокрого Индола характеризуется двумя периодами: паводочным зимне-весенним и меженным летне-осенним, на протяжении которых в среднем проходит соответственно 80—95 % и 5—20 % стока.

## Притоки
Имеет 2 значимых притока превышающих в длину 10 км, общая длина которых составляет 26 км.

## Хозяйственное значение
В средние века на реке появились первые оросительные системы. Природная растительность по берегам реки представлена в основном различными кустарниками, много садов, вдоль русла высажены тополя. В 1977 году у села Льговское, в балке Змеиная (приток Мокрого Индола), построено Льговское водохранилище объёмом 2,2 млн м³ для орошения. На правом берегу Мокрого Индола у села Учебное (Верхний Топлу) Белогорского района находится Топловский Свято-Троице Параскевиевский женский монастырь.

## Исследования
Русло реки и её долина начали активно изучаться российскими военными и учёными с середины XIX века.

Первую детальную топографическую карту притоков Индола в составили российские военные полковник Бетев и подполковник Оберг. Российский писатель-краевед Е. Марков описывал долину Индола следующим образом:
Долина Эндола, как все Крымские долины, — сплошная густая поросль садов, под сенью которых бежит узенькая, проворная речка. В эти влажные, цветущие и плодоносные впадины жадно стремится забиться и укрыться от степного зноя, от степной неприютности всякая жизнь: ветла и груша, птица и человек. Человек, как звери, как насекомые, ищет трещин и нор. Обширный и богатый Кишлав, колония болгар, захватил весь горный склон Эндола; ниже него засели в своем Цюрихтале немцы; сейчас возле Кишлава, в притоке Эндола, богатое русское село Салы
.